# Bathippus montrouzieri
Bathippus montrouzieri es una especie de araña saltarina del género Bathippus, familia Salticidae. Fue descrita científicamente por Lucas en 1869.

## Distribución
Habita en Australia (Queensland) y Nueva Caledonia.